# Brian Keith
Pour les articles homonymes, voir Keith.
Brian Keith est un acteur américain, né Robert Brian Keith Jr. le 14 novembre 1921 à Bayonne (New Jersey) et mort le 24 juin 1997 à Malibu (Californie).

## Biographie
Robert Brian Keith Jr. est né le 14 novembre 1921 à Bayonne, New Jersey. Ses parents étaient l'acteur Robert Keith et l'actrice de théâtre Helena Shipman. Il était catholique romain.
Dans certaines sources, il est appelé Brian Robert Keith.
Quand les parents de Keith ont divorcé, il a déménagé à Hollywood avec sa mère et a commencé sa carrière d'acteur à l'âge de deux ans. À l'âge de trois ans, il fait ses débuts dans le film muet Pied Piper Malone (1924) réalisé par Alfred E. Green,.
Il est surtout connu pour son interprétation dans Cher oncle Bill du personnage de Bill Davis, un célibataire new-yorkais qui se voit confier du jour au lendemain la charge de son neveu et de ses deux nièces et qui est aidé dans cette tâche par son valet de pied, interprété par Sebastian Cabot.
Le 24 juin 1997, Brian Keith, atteint d'un emphysème et d'un cancer du poumon en phase terminale, se suicide de retour d'un séjour à l'hôpital, soit dix semaines après le suicide par balle de sa fille Daisy Keith.

## Filmographie sélective

### Télévision
- 1951 : Tales of Tomorrow (série télévisée)
- 1955-1956 : Crusader (série télévisée)
- 1960 : The Westerner (en) (série télévisée)
- 1961 : Les Incorruptibles (série télévisée), Gingembre de la Jamaïque
- 1963 : Johnny Shiloh (téléfilm) : Sergent Gabe trotter
- 1964 : The Tenderfoot (téléfilm)
- 1966-1971 : Cher oncle Bill (Family Affair) (série télévisée) : Bill Davis
- 1974 : The Zoo Gang (série télévisée) ITC
- 1980 : Colorado (série télévisée) : Shérif Axel Dumire (VF : Claude Bertrand)
- 1982 : La Troisième Guerre mondiale (World War III) : Gorny, le Premier secrétaire soviétique
- 1983-1986 : Le Juge et le Pilote (Hardcastle and McCormick) (série télévisée) : Juge Milton C. Hardcastle
- 1984 : Arabesque (série télévisée) : Pilot (saison 1, épisode 1) : Kaleb
- 1989 : Perry Mason (série télévisée) : Meurtre en circuit fermé (The Case of the Lethal Lesson) (1989)
- 1993 : Star Trek: Deep Space Nine (série télévisée) : Progress (saison 1, épisode 15): Mullibok
- 1996 : Walker, Texas Ranger (série télévisée) : Del Granger (saison 5, épisode 3)
- 1997 : La Seconde Guerre de Sécession (The Second Civil War) : Maj. Gen. Charles Buford
- 1997 : Rough Riders : William McKinley

### Cinéma
- 1953 : Le Sorcier du Rio Grande, de Charles Marquis Warren : Capitaine Bill North
- 1954 : L'Appel de l'or (Jivaro), de Edward Ludwig : Tony
- 1955 : Le Souffle de la violence, de Rudolph Maté : Cole Wilkison
- 1955 : Coincée (Tight spot), de Phil Karlson : Vince Striker
- 1955 : On ne joue pas avec le crime (5 Against The House) de Phil Karlson : Brick
- 1956 : Au cœur de la tempête (Storm center), de Daniel Taradash : Paul Duncan
- 1957 : Poursuites dans la nuit (Nightfall) de Jacques Tourneur
- 1957 : Le Jugement des flèches, de Samuel Fuller : Capitaine Clark
- 1958 : Sur la piste des Comanches, de Gordon Douglas : Clett
- 1959 : Ce monde à part, de Vincent Sherman : Mike Flanagan
- 1961 : New Mexico, de Sam Peckinpah : Yellowleg
- 1961 : La Fiancée de papa, de David Swift : Mitch Evers
- 1962 : Un pilote dans la Lune, de James Neilson : Le major Général John Vanneman
- 1963 : Sam l'intrépide : Beck Coates
- 1964 : Les Pas du tigre (A Tiger Walks), de Norman Tokar : Sheriff
- 1964 : Trois filles à Madrid, de Jean Negulesco : Paul Barton
- 1965 : Sur la piste de la grande caravane, de John Sturges : Frank Wallingham
- 1966 : Rancho Bravo, de Andrew V. McLaglen : Alexander Bowen
- 1966 : Tiens bon la rampe, Jerry, de Gordon Douglas : Général Hallenby
- 1966 : Les Russes arrivent, de Norman Jewison : Chef Mattocks
- 1966 : Nevada Smith, de Henry Hathaway : Jonas Cord
- 1967 : Reflets dans un œil d'or, de John Huston : Lt Colonel Morris Langdon
- 1968 : Il y a un homme dans le lit de maman, de Howard Morris : Jake Iverson
- 1969 : Krakatoa à l'est de Java, de Bernard L. Kowalski : Connerly
- 1970 : L'Évasion du capitaine Schlütter, de Lamont Johnson : capitaine Jack Connor
- 1970 : Trois Réservistes en java (Suppose They Gave a War and Nobody Came?), de Hy Averback : agent Michael M. Nace
- 1971 : Scandalous John, de Robert Butler : John McCanless
- 1971 : Rio Verde (Something Big), de Andrew V. McLaglen : Colonel Morgan
- 1975 : Le Lion et le Vent, de John Milius : Président Théodore Roosevelt
- 1975 : Yakuza, de Sydney Pollack : George Tanner
- 1976 : Nickelodeon, de Peter Bogdanovich
- 1979 : Meteor, de Ronald Neame : Dr Alexei Dubov
- 1979 : Moonraker, de Lewis Gilbert
- 1980 : La Fureur sauvage, de Richard Lang : Henry Frapp
- 1981 : L'Anti-gang, de Burt Reynolds : Papa
- 1981 : Charlie Chan and the Curse of the Dragon Queen, de Clive Donner : Baxter
- 1987 : Riposte immédiate
- 1989 : Young Guns, de Christopher Cain : Buckshot Roberts

## Voix françaises
- Jean Martinelli dans :
  - Calloway le trappeur
  - Sur la piste de la grande caravane
  - Les Russes arrivent
  - L'Évasion du capitaine Schlütter
- Jean Violette dans :
  - Le Sorcier du Rio Grande (doublé en 1964)
  - Rancho Bravo
  - Young Guns
- Jacques Berthier dans :
  - Rio Verde
  - Yakuza
  - La Fureur du danger
- Raymond Loyer dans :
  - Ce monde à part
  - L'Anti-gang
- Claude Bertrand dans : 
  - Krakatoa à l'est de Java
  - Colorado (mini-série)
- Jean Michaud dans :
  - La Seconde Guerre de Sécession (téléfilm)
  - L'Homme à la Rolls (série télévisée)

et aussi :
- Marc Cassot dans L'Appel de l'or
- Ulric Guttinger dans Le Souffle de la violence
- Jean-François Laley dans Le Jugement des flèches
- William Sabatier dans La Fiancée de papa
- Jean-Pierre Duclos dans Nevada Smith
- René Arrieu dans Cher oncle Bill (série télévisée)
- Alain Mottet dans Le Lion et le Vent
- Georges Aminel dans Nickelodeon
- Pierre Garin dans La Fureur sauvage
- André Valmy dans Le Juge et le Pilote (série télévisée)
- Roger Rudel dans Perry Mason (série télévisée)